# Jewish Settlement Police

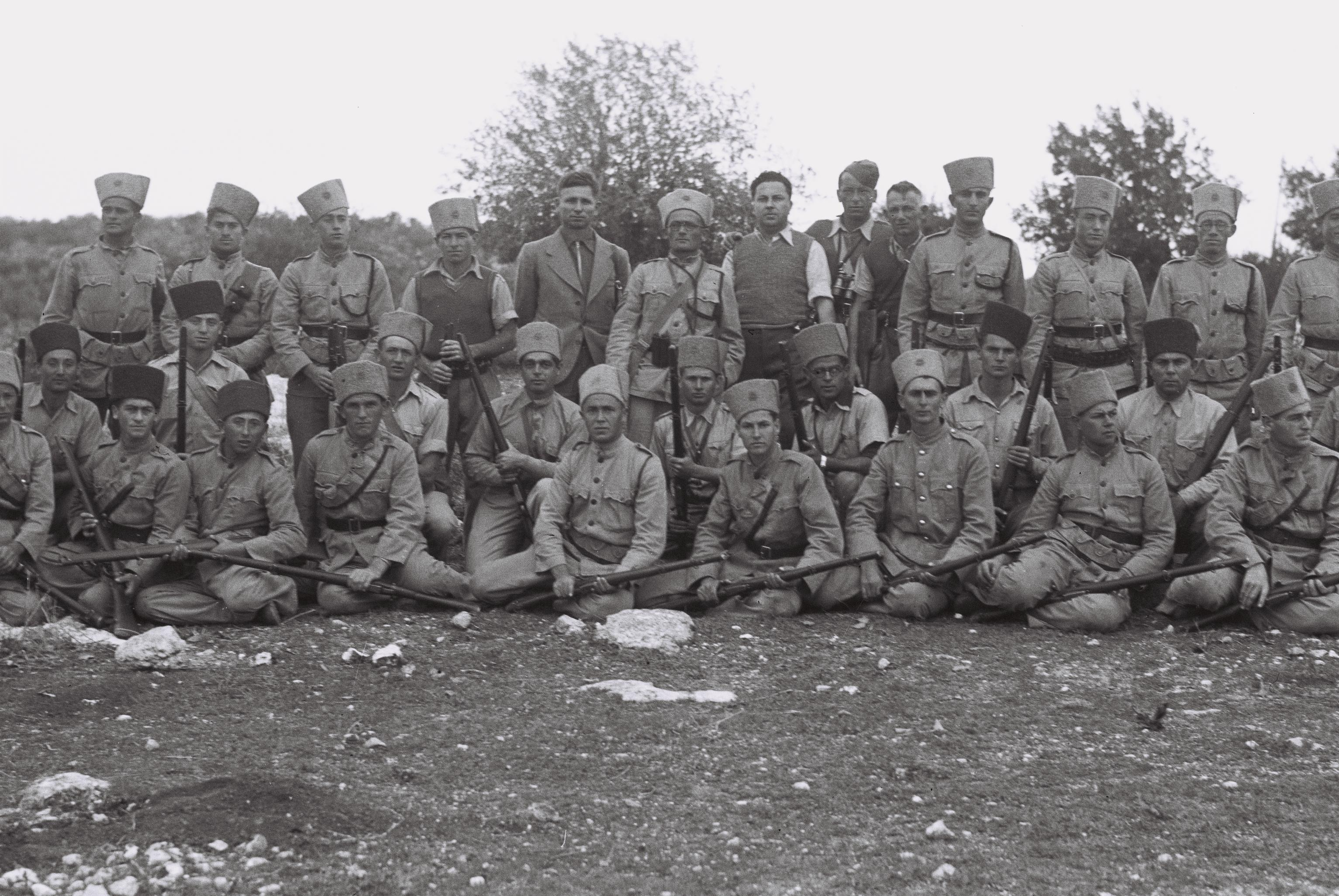
Gruppenbild von Mitgliedern der J.S.P. um 1938

Die Jewish Settlement Police (J.S.P.; hebräisch מִשְׁטֶרֶת הַיִּשּׁוּבִים הָעִבְרִיִּים Mišṭeret haJiššūvīm haʿIvrijjīm, deutsch ‚Polizei der Hebräischen Siedlungen‘; umgangssprachlich arabisch غَفِير, DMG Ġafīr ‚Wächter‘, hebräisch גָּפִיר Gafīr, Plural: גְּפִירִים Gfīrīm) war im Völkerbundsmandat für Palästina eine Unterabteilung der von der britischen Mandatsmacht ins Leben gerufenen Notrim, gegründet 1936, um die Basis an Ordnungs- und Sicherheitskräften zu verbreitern. Mit ihrer Hilfe traten die Briten den vielen tödlichen Gewaltakten arabischerseits gegen tatsächliche und vermeintliche Vertreter der Mandatsmacht und gegen die Minderheit jüdischer Palästinenser entgegen, die sehr zunahmen während des Großen Arabischen Aufstands (1936–1939), seinerzeit größte Erhebung gegen eine britische Kolonialverwaltung.
Orde Charles Wingate, ein britischer Nachrichtenoffizier, der 1936 in das Mandatsgebiet Palästina versetzt wurde, wirkte mit an der Ausbildung der J.S.P. Er bildete aus ihren Reihen die Special Night Squads, die gegen arabische Aufständische vorging. Eine Kernaufgabe war auch der Schutz der Pipelines der Iraq Petroleum Company, die von arabischen Guerilla-Einheiten sabotiert wurde.
Die J.S.P wurde vielfach aus Reihen der Haganah rekrutiert und zu einer Elitetruppe ausgebildet. Die Mitglieder der J.S.P., bekannt als Nodedot, wurden von ihrem Kommandant Jitzchak Sadeh für eine unkonventionelle Kriegsführung trainiert. Diese zeichnete sich durch ihre hohe Mobilität und überraschende Angriffe aus. Die J.S.P. war bei Arabern sehr gefürchtet. Ende 1946 betrug die Truppenstärke der J.S.P. ca. 16.000 Polizisten.
Nach der Gründung Israels 1948 bildete gegen Ende des Kriegs um Israels Unabhängigkeit 1949 die J.S.P. als Teil der Notrim den Kern der neu gegründeten Militärpolizei des ZaHa"Ls.

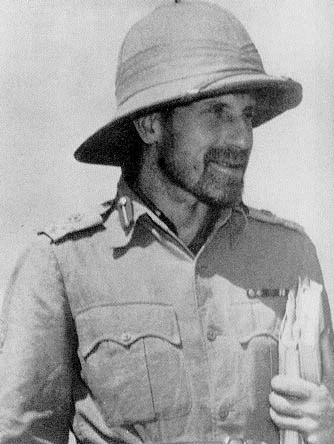
Orde Charles Wingate
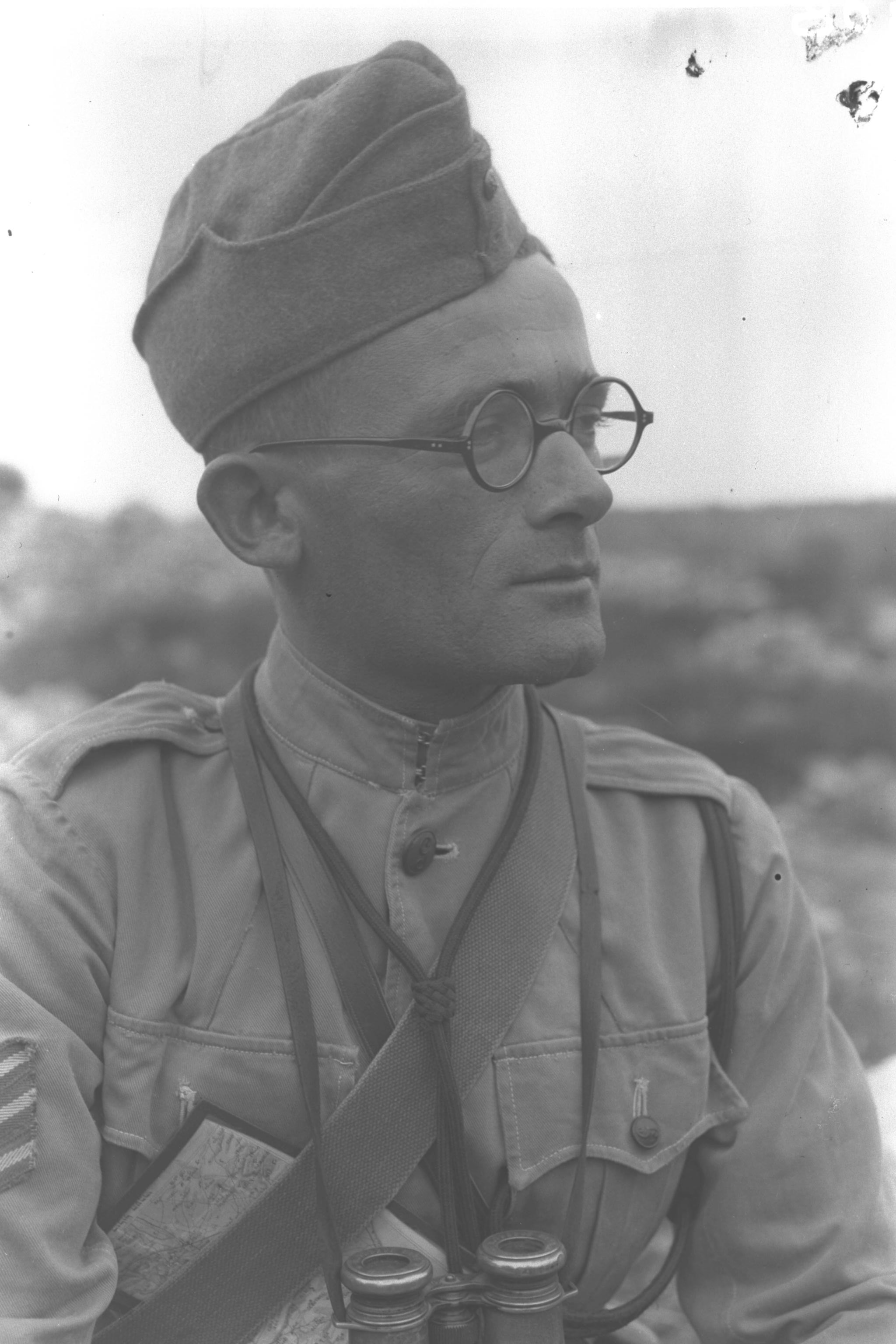
Offizier in der J.S.P
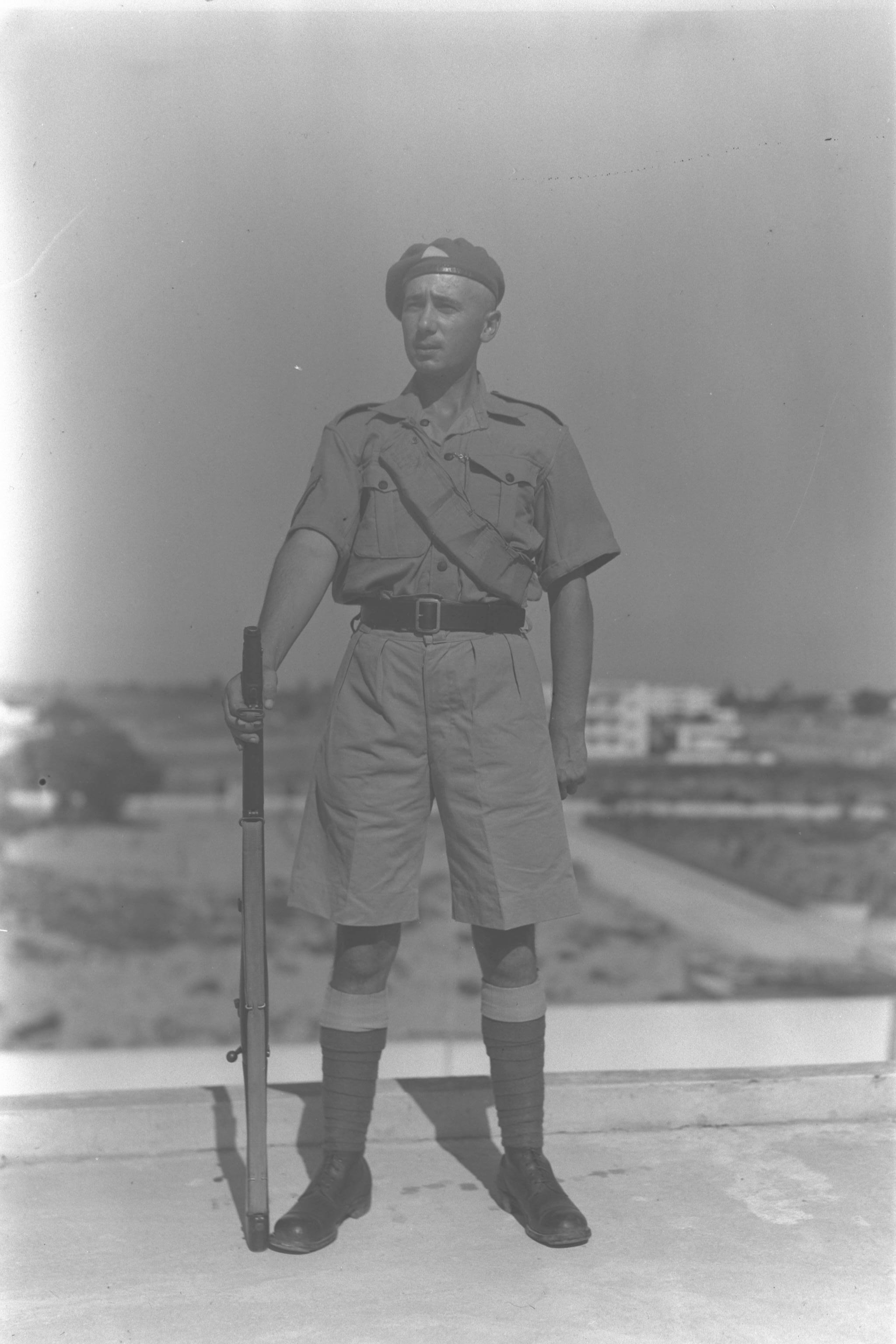
Trooper der J.S.P 1939
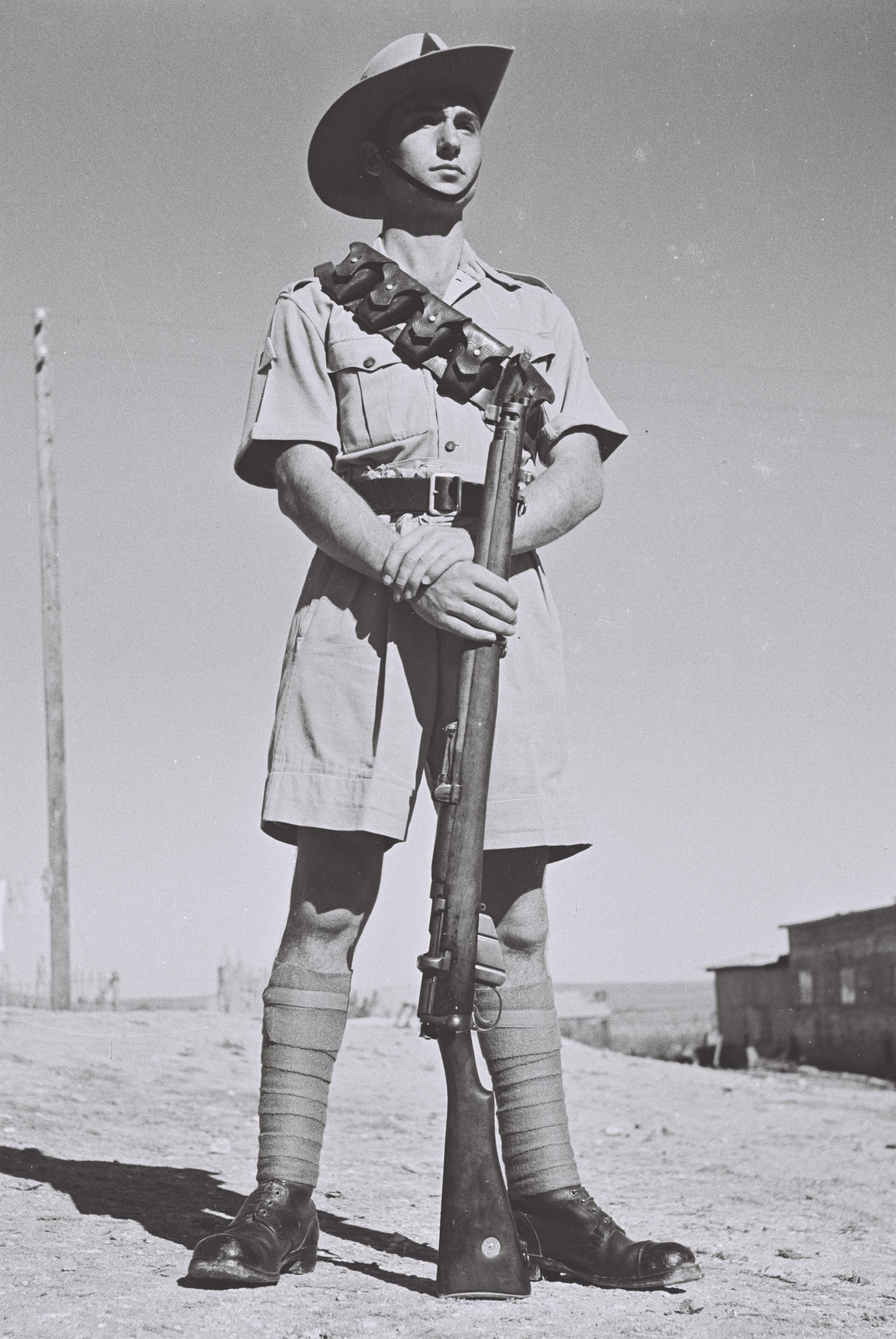
Trooper der J.S.P 1942
Polizeiwache Sde Warburg, 1943